# با استعداد (مجموعه تلویزیونی)
با استعداد یا شگفت انگیز (انگلیسی: The Gifted) یک برنامه تلویزیونی ابرقهرمانی آمریکایی است که توسط مت نیکس بر اساس مشخصات مردان ایکس مارول کامیکس ساخته شده است که از شبکه رسانه‌ای فاکس پخش شد.
این مجموعه به مردان ایکس متصل است.
این سریال پس از تولید ۲ فصل در تاریخ ۱۷ آوریل ۲۰۱۹ (۲۸ فروردین ۱۳۹۸) لغو شد.

## داستان
دو والدین معمولی وقتی متوجه می‌شوند که فرزندانشان توانایی‌های جهش یافته دارند، خانواده‌شان را از دولت فراری می‌دهند و به جامعه زیرزمینی جهش‌یافته‌ها می‌پیوندند که برای زنده ماندن باید بجنگند.

## بازیگران و شخصیت‌ها
- استیون مویر در نقش رید استراکر
- ایمی اکر در نقش کیتلین استراکر
- شان تیل در نقش مارکوس دیاز / کسوف
- ناتالی آلین لیند در نقش لورن استراکر
- پرسی هاینس وایت[۲] در نقش اندی استراکر
- کوبی بل در نقش جیس ترنر
- جیمی چانگ در نقش کلاریس فونگ / بلینک
- بلیر ردفورد در نقش جان پروداستار / تاندربرد
- اما دومان در نقش لورنا دین / پولاریس
- اسکایلر ساموئلز در نقش خواهران فراست
- گریس بایرز[۳] در نقش ریوا پیج

## قسمت‌ها
| فصل | قسمت‌ها | قسمت‌ها | تاریخ اصلی روی آنتن رفتن | تاریخ اصلی روی آنتن رفتن |
| فصل | قسمت‌ها | قسمت‌ها | اولین بار                | آخرین بار                |
| --- | ------ | ------ | ------------------------ | ------------------------ |
| ۱   | ۱۳     | ۱۳     | ۲ اکتبر ۲۰۱۷             | ۱۵ ژانویه ۲۰۱۸           |
| ۲   | ۱۶     | ۱۶     | ۲۵ سپتامبر ۲۰۱۸          | ۲۶ فوریه ۲۰۱۹            |

### فصل ۱ (۲۰۱۷–۱۸)
| شم. کلی | شم. در فصل | عنوان             | کارگردان        | نویسنده                         | تاریخ انتشار اصلی | کد تولید | U.S. تعداد بیننده (میلیون) |
| ------- | ---------- | ----------------- | --------------- | ------------------------------- | ----------------- | -------- | -------------------------- |
| ۱       | ۱          | «پدیدار شدن»      | برایان سینگر    | مت نیکس                         | ۲ اکتبر ۲۰۱۷      | 1LAJ01   | ۴.۹۰                       |
| ۲       | ۲          | «آر ایکس»         | لن وایزمن       | مت نیکس                         | ۹ اکتبر ۲۰۱۷      | 1LAJ02   | ۳.۷۹                       |
| ۳       | ۳          | «مهاجرت دسته‌جمعی» | اسکات پیترز     | Rashad Raisani                  | ۱۶ اکتبر ۲۰۱۷     | 1LAJ03   | ۳.۴۶                       |
| ۴       | ۴          | «استراتژی خروج»   | Karen Gaviola   | Meredith Lavender & Marcie Ulin | ۲۳ اکتبر ۲۰۱۷     | 1LAJ04   | ۳.۳۶                       |
| ۵       | ۵          | «گیر افتادن»      | جرمیا اس. چچیک  | Jim Campolongo                  | ۳۰ اکتبر ۲۰۱۷     | 1LAJ05   | ۳.۴۳                       |
| ۶       | ۶          | «هواتو دارم»      | Craig Siebels   | Melinda Hsu Taylor              | ۶ نوامبر ۲۰۱۷     | 1LAJ06   | ۳.۱۷                       |
| ۷       | ۷          | «اقدامات شدید»    | استیون سرجیک    | Michael Horowitz                | ۱۳ نوامبر ۲۰۱۷    | 1LAJ07   | ۳.۰۰                       |
| ۸       | ۸          | «تهدید انقراض»    | Steven DePaul   | Carly Soteras                   | ۲۰ نوامبر ۲۰۱۷    | 1LAJ08   | ۲.۹۰                       |
| ۹       | ۹          | «کلاه‌برداری»      | Liz Friedlander | Brad Marques                    | ۴ دسامبر ۲۰۱۷     | 1LAJ09   | ۲.۸۱                       |
| ۱۰      | ۱۰         | «استثمار کردن»    | Craig Siebels   | Jim Campolongo                  | ۱۱ دسامبر ۲۰۱۷    | 1LAJ10   | ۲.۷۸                       |
| ۱۱      | ۱۱         | «۳ ایکس ۱»        | David Straiton  | Melinda Hsu Taylor              | ۱ ژانویه ۲۰۱۸     | 1LAJ11   | ۲.۵۴                       |
| ۱۲      | ۱۲         | «استخراج»         | Scott Peters    | Michael Horowitz                | ۱۵ ژانویه ۲۰۱۸    | 1LAJ12   | ۳.۴۲                       |
| ۱۳      | ۱۳         | «جاده‌های-ایکس»    | استیون سرجیک    | مت نیکس و جیم گاروی             | ۱۵ ژانویه ۲۰۱۸    | 1LAJ13   | ۳.۴۲                       |

### فصل ۲ (۲۰۱۸–۱۹)
| شم. کلی | شم. در فصل | عنوان           | کارگردان            | نویسنده                          | تاریخ انتشار اصلی | کد تولید | U.S. تعداد بیننده (میلیون) |
| ------- | ---------- | --------------- | ------------------- | -------------------------------- | ----------------- | -------- | -------------------------- |
| ۱۴      | ۱          | «افشا»          | رابرت دانکن مک‌نیل   | مت نیکس                          | ۲۵ سپتامبر ۲۰۱۸   | 2LAJ01   | ۲.۵۸                       |
| ۱۵      | ۲          | «لنگر کشیدن»    | Steven DePaul       | Rashad Raisani                   | ۲ اکتبر ۲۰۱۸      | 2LAJ02   | ۲.۲۵                       |
| ۱۶      | ۳          | «پیچیدگی‌ها»     | Michael Goi         | Michael Horowitz                 | ۹ اکتبر ۲۰۱۸      | 2LAJ03   | ۲.۰۶                       |
| ۱۷      | ۴          | «پیش افتادن»    | دیران سارافیان      | Marta Gené Camps                 | ۱۶ اکتبر ۲۰۱۸     | 2LAJ04   | ۱.۹۳                       |
| ۱۸      | ۵          | «عواقب»         | اسکات پیترز         | Melissa R. Byer & Treena Hancock | ۳۰ اکتبر ۲۰۱۸     | 2LAJ05   | ۱.۹۶                       |
| ۱۹      | ۶          | «مهر زدن»       | Michael Goi         | Dawn Kamoche & Ariella Blejer    | ۶ نوامبر ۲۰۱۸     | 2LAJ06   | ۲.۳۱                       |
| ۲۰      | ۷          | «بدون بخشش»     | Nina Lopez-Corrado  | Brad Marques                     | ۱۳ نوامبر ۲۰۱۸    | 2LAJ07   | ۱.۸۹                       |
| ۲۱      | ۸          | «رویا»          | رابرت دانکن مک‌نیل   | Carly Soteras                    | ۲۷ نوامبر ۲۰۱۸    | 2LAJ08   | ۲.۱۷                       |
| ۲۲      | ۹          | «عوض‌کننده بازی» | Allison Liddi-Brown | Melinda Hsu Taylor               | ۴ دسامبر ۲۰۱۸     | 2LAJ09   | ۲.۰۲                       |
| ۲۳      | ۱۰         | «دشمنِ دشمن من»  | Gregory Prange      | Michael Horowitz                 | ۱ ژانویه ۲۰۱۹     | 2LAJ10   | ۱.۷۳                       |
| ۲۴      | ۱۱         | «یادگاری»       | Maggie Kiley        | Jim Garvey                       | ۸ ژانویه ۲۰۱۹     | 2LAJ11   | ۲.۰۷                       |
| ۲۵      | ۱۲         | «خانه»          | Dawn Wilkinson      | Marta Gené Camps                 | ۱۵ ژانویه ۲۰۱۹    | 2LAJ12   | ۱.۵۹                       |
| ۲۶      | ۱۳         | «اغوا شده»      | جاناتان فریکس       | Melissa R. Byer & Treena Hancock | ۲۲ ژانویه ۲۰۱۹    | 2LAJ13   | ۱.۸۲                       |
| ۲۷      | ۱۴         | «مصیبت»         | استیون سرجیک        | Jason Lazarcheck                 | ۱۲ فوریه ۲۰۱۹     | 2LAJ14   | ۱.۶۰                       |
| ۲۸      | ۱۵         | «هیولاها»       | اسکات پیترز         | Carly Soteras                    | ۱۹ فوریه ۲۰۱۹     | 2LAJ15   | ۱.۶۱                       |
| ۲۹      | ۱۶         | «نشانه‌ها»       | رابرت دانکن مک‌نیل   | مت نیکس                          | ۲۶ فوریه ۲۰۱۹     | 2LAJ16   | ۱.۶۱                       |